# Casa-Museo Miguel Pellicer

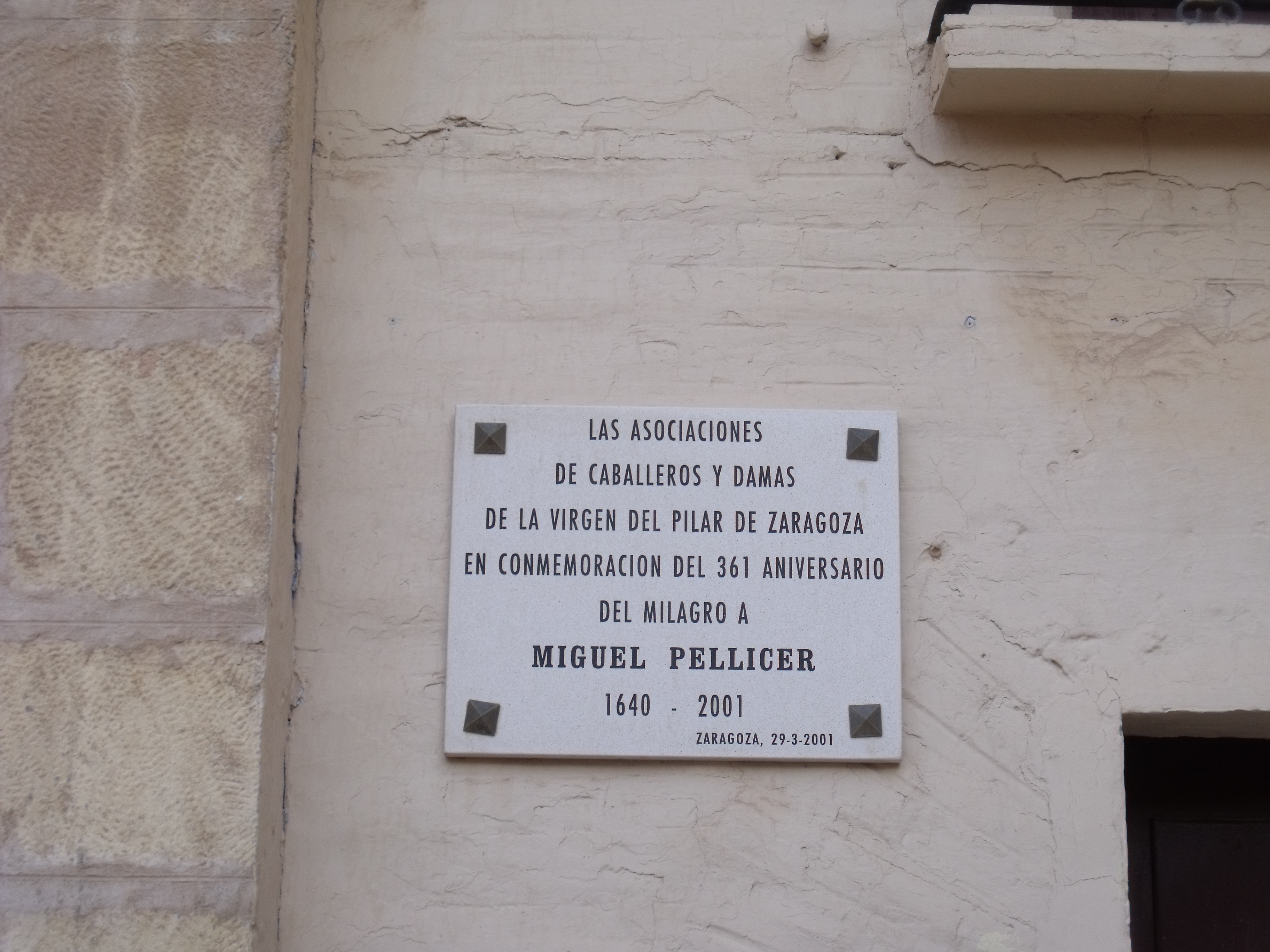
Placa en conmemoración del 361 aniversario del Milagro.

La Casa-Museo Miguel Pellicer, ubicada en la Plaza del Pilar de Calanda (Provincia de Teruel, España) es un edificio de traza tradicional destinado a rememorar el famoso milagro que la Virgen del Pilar obró en la persona del calandino Miguel Pellicer.
Es considerado como un Museo religioso que tiene como tema central el famoso Milagro de Calanda.

## Historia del edificio
La Casa-Museo Miguel Pellicer no es la casa del personaje que da nombre a la misma, sino la antigua casa del Capellán del Pilar, construida en la segunda década del siglo XVIII, aproximadamente en 1720, cuando las obras del actual Templo del Pilar estaban en su primera fase.
La moderna disposición como casa-museo fue debida, en gran parte y durante el bienio 1996-1997, al impulso renovador de Mosén Gonzalo Gonzalvo Ezquerra, estudioso y difusor del Milagro tras el revival en torno a éste supuesto por el best seller de Vittorio Messori: El Gran Milagro.

## El Museo: estancias y contenidos

### Patio y Sala de los Mártires de Calanda
Dentro del patio de  la casa se puede observar un panel con la historia del templo del Pilar (que se elevó para conmemorar el centenario del milagro) desde sus humildes comienzos en la casa de los padres de Miguel Pellicer.
Además se puede ver tinaja de cerámica de Calanda, utilizada para recoger el aceite donado en la “Llega” de febrero para las lámparas de la Virgen; un cántaro típico de Calanda. En la llamada “sala de los mártires de Calanda” nos encontramos un cuadro al óleo de la Virgen del Pilar, fusilada y acuchillada, así como fotos de los sacerdotes mártires en la Guerra Civil y 20 estandartes de los misterios del Rosario.

#### Religiosos mártires de Calanda
- P. Manuel Albert Ginés (1867-1936)
- Fray Lucio Martínez Mancebo (1902-1936)
- Fray Antonio López Couceiro (1869-1936)
- Fray Felicísimo Díez González (1907-1936)
- Fray Saturio Rey Robles (1910-1936)
- Fray Tirso Manrique Melero (1887-1936)
- Fray Gumersindo Soto Barros (1869-1936)
- Fray Lamberto de Navascués y de Juan (1911-1936)

### Primera planta
Se puede observar  una serie de paneles con fotos, gozos, himnos, historia de las ermitas de la Virgen del Bajo Aragón.

### Segunda planta
En ella existe sobre todo elementos religiosos como vestimentas para imágenes y vestimentas litúrgicas. Cabe destacar:
- Mantos antiguos de la Virgen del Pilar (ss. XVII-XVIII) .[3]
- Virgen del Pilar en plata, donada por el Cabildo de Zaragoza Gil Robles después de la Guerra Civil.[3]
- Casulla bordada en oro del Cardenal Cascajares (natural de Calanda, Consejero de Isabel II, emparentado con San Vicente Ferrer) .[3]
- Cuadro de medallas al mérito intelectual y del trabajo de D. Manuel Mindán Manero.
- Mantos nuevos de la Virgen.
- Cruz de Calatrava bordada en una capa pluvial siglo XIII.[3]

### Tercera planta
La última planta está más centrada en la figura de Miguel Pellicer y en el milagro, pudiéndose observar:
- Reproducción de la habitación del Milagro.[3]
- Reproducción de la cocina antigua de una casa de labradores.
- Documentación escrita sobre el milagro.
- Facsímil del Protocolo de Mazaleón, partidas sacramentales de Miguel Pellicer, edición antigua de la sentencia, libros, estampas, folletos de todas las épocas sobre el milagro.[3]
- Panel con fotos de la Virgen del Pilar y del Milagro en distintos lugares de Europa.